# Krusdorf
Krusdorf är en ort i  kommunen Straden i Österrike. Den ligger i distriktet Südoststeiermark i förbundslandet Steiermark.
Krusdorf var tidigare en självständig kommun, men blev den 1 januari 2015 en del av kommunen Straden. Kommunen bestod av två orter (Ortschaften) (inom parentes invånarantal 1 januari 2024):
- Grub II (108)
- Krusdorf (242)